# 소세량
소세량(蘇世良, 1476년 ~ 1528년)은 조선의 문신이다. 본관은 진주(晋州). 자는 원우(元佑), 호는 곤암(困菴)·병암(屛巖)이다. 벼슬은 대사간(大司諫)에 이르렀다.

## 생애
1496년(연산군 2년) 생원시에 합격하고, 1507년(중종 2년) 식년 문과에 병과로 급제하였다.
1514년(중종 9년) 사헌부 지평에 제수되었다. 1516년 용담현령(龍潭縣令)으로 나갔고, 1520년 부응교(副應敎)를 거쳐 사헌부 장령이 되어 "신이 듣건대 세종·성종의 조정에서는 권장하는 방도를 다하여, 학자뿐 아니라 조정 조관에게도 말미를 주어 글을 읽게 하고 은사(恩賜)가 매우 후하였으므로, 당시의 선비들이 감동하여 흥기해서 재기(才器)가 있는 선비가 빛나게 배출된 것이, 후세에서 미칠 수 있는 것이 아니었다 하니, 이제 그 법을 준수해야 권면할 수 있을 것입니다. 또 성리와 사장은 두 가지 것이 아닙니다. 문사(文辭)에 통달하면 어찌 성리의 학문을 모를 리가 있겠습니까? 하늘과 땅과 사람의 일에 통달한 것을 선비라고 하는 것이니, 참된 선비라면 모르는 것이 없을 것입니다."라고 아뢰었다.
1522년 사간·좌부승지(左副承旨)·동부승지(同副承旨) 등을 지내고, 1524년 사간원 대사간(大司諫)에 이르렀다. 부모 봉양을 주청하여 남원부사(南原府使)를 자원하였다가 과도한 송사(訟事) 판결로 인하여 졸하였다.

## 저서
- 『병암집(屛巖集)』 1권

## 가족
- 조부 : 소효식(蘇效軾)
  - 아버지 : 소자파(蘇自坡)
- 외조부 : 왕석주(王碩珠)
  - 어머니 : 개성 왕씨(開城王氏)
    - 형 : 소세온(蘇世溫)
    - 제 : 소세양(蘇世讓)

  - 처부 : 양배(楊培)
    - 부인 : 남원 양씨(南原楊氏)
      - 장자 : 소지(蘇遲) - 1531년(중종 26년)에 생원시 합격
      - 차자 : 소련(蘇連) - 1534년(중종 29년)에 무과(武科)에 급제하여 흥양현감(興陽縣監)을 역임했다.
      - 3남 : 소봉(蘇逢) - 1525년(중종 20년)에 문과(文科)에 급제하여 홍문관 부제학(弘文館副提學)을 역임했다.
      - 4남 : 소경(蘇逕)